# TGV TMST
TGV TMST (французька класифікація, фр. Trans Manche Super Train — курсуючий через Ла-Манш поїзд високої якості) він же British Rail Class 373 (британська класифікація), також відомий як «Eurostar» — высокошвидкісний електропоїзд, призначений для обслуговування високошвидкісної магістралі Eurostar між Великою Британією, Францією та Бельгією через тунель під Ла-Маншем.
«Eurostar» відноситься до поїздів TGV, проте відрізняється від них меншим поперечним перерізом, щоб відповідати британському габариту рухомого складу, а також передбачене отримання струму з третьої (контактної) колії (750 В постійної напруги). Крім цього, електропоїзд відрізняється підвищеною довжиною — до 393,72 м (20 вагонів, на London and Continental Railways експлуатують потяги з 16 вагонів). Зі всіх моторвагонних потягів, що експлуатуються на території Великої Британії, «Eurostar» є найдовшим та найшвидшим.